# Japanische Wollmispel
Die Japanische Wollmispel (Eriobotrya japonica) ist eine Pflanzenart aus der Gattung der Wollmispeln (Eriobotrya) der Kernobstgewächse (Pyrinae) in der Familie der Rosengewächse (Rosaceae). Sie ist auch als Japanische Mispel, Wollmispel, Mispero, Nespolo, Nispero oder Loquat bekannt. Im Japanischen heißt sie Biwa (ビワ oder 枇杷) und im Chinesischen Pipa (枇杷,  pípa). Obwohl es ihr Name nahelegt, gehört die Japanische Wollmispel nicht zur Gattung der Mispeln.

## Beschreibung

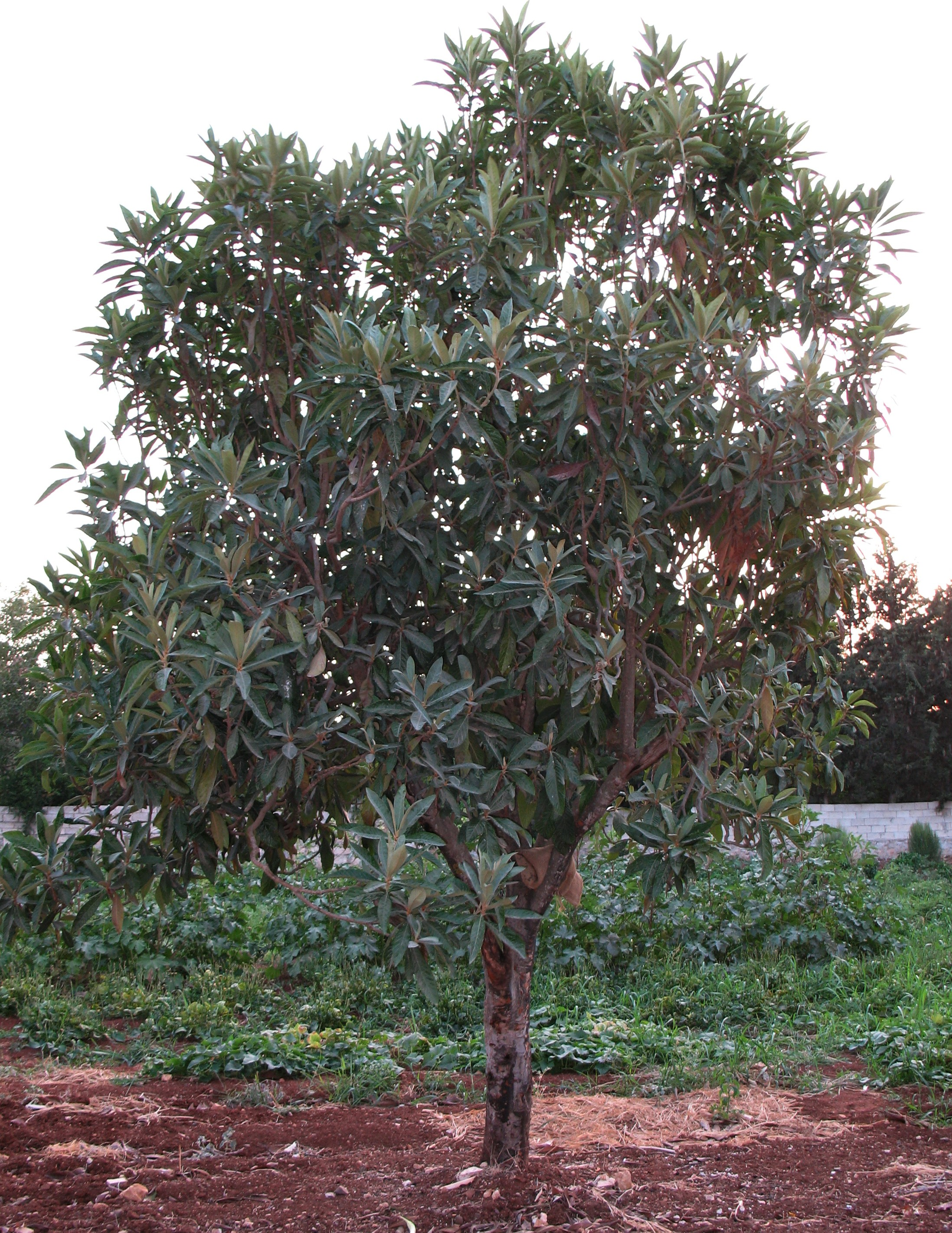
Habitus

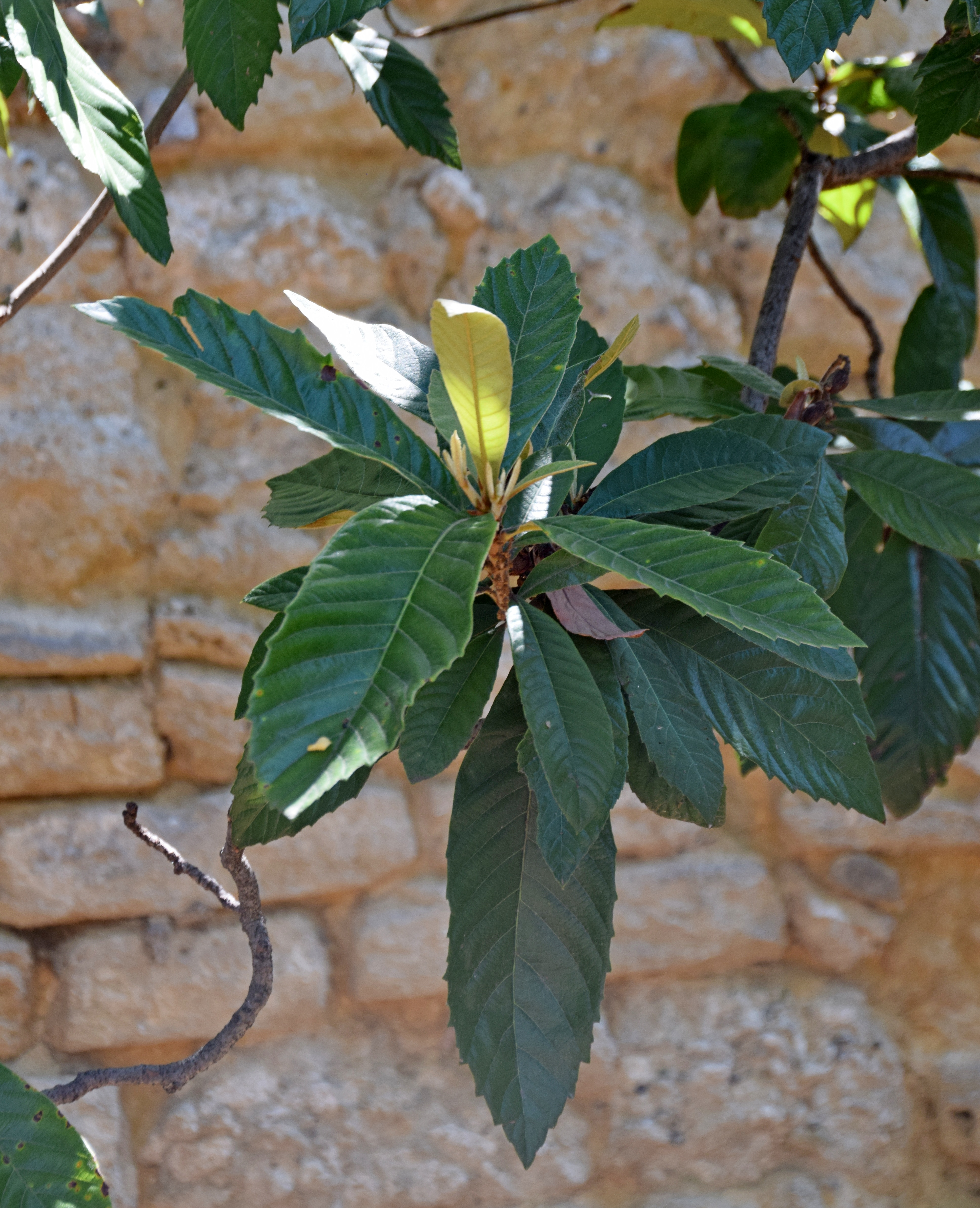
Zweig mit Laubblättern

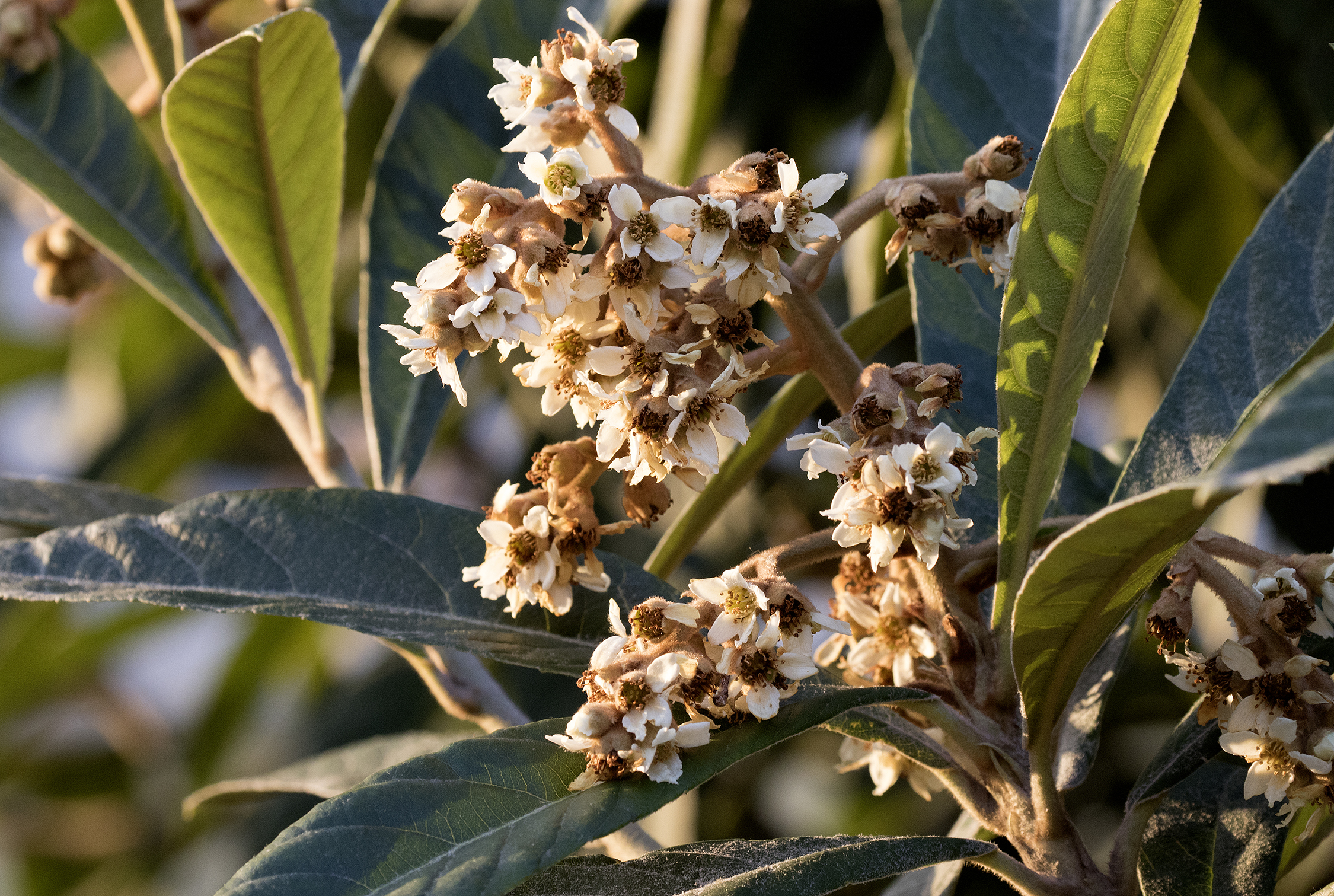
Blütenstand

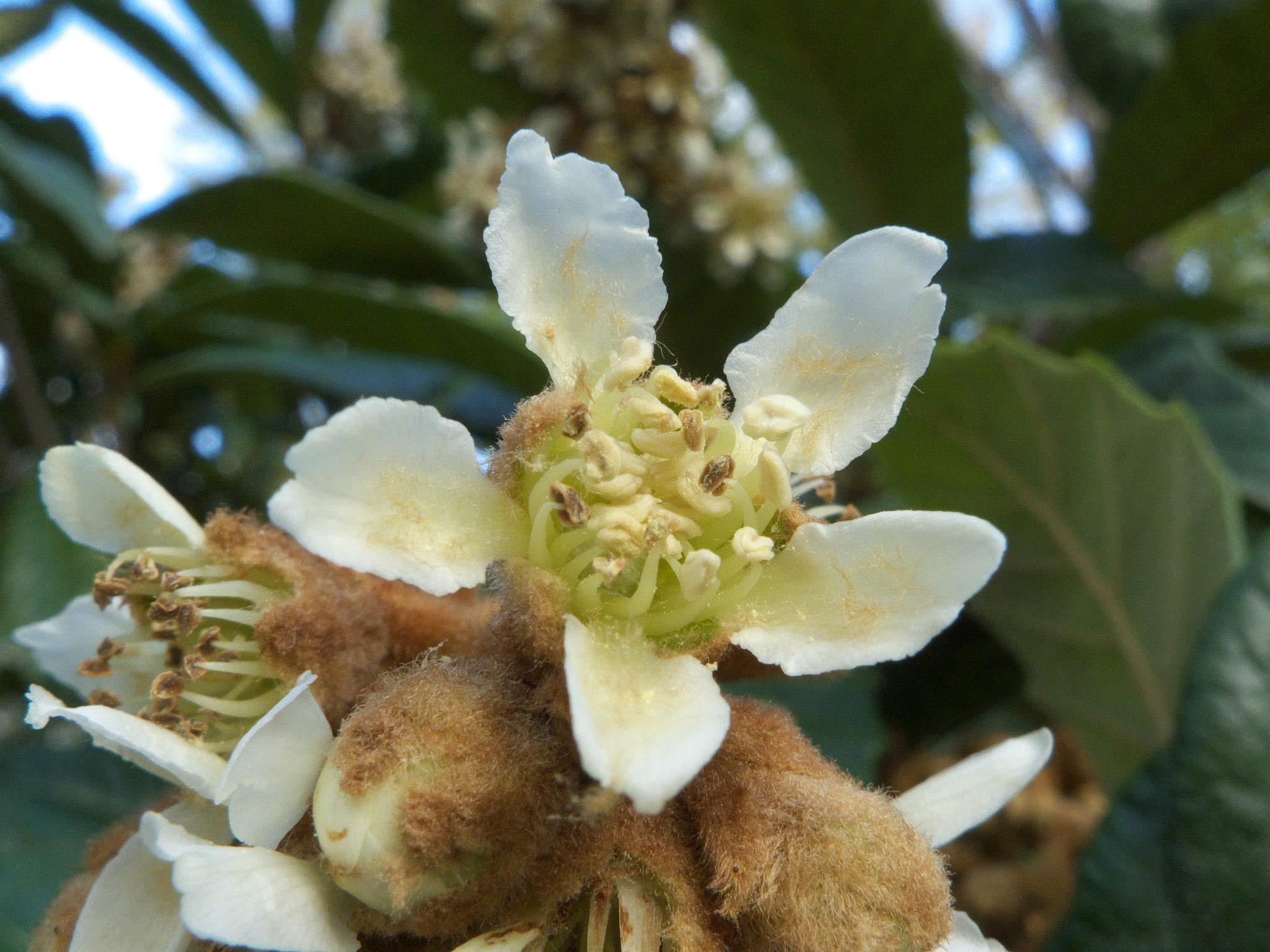
Blüte im Detail

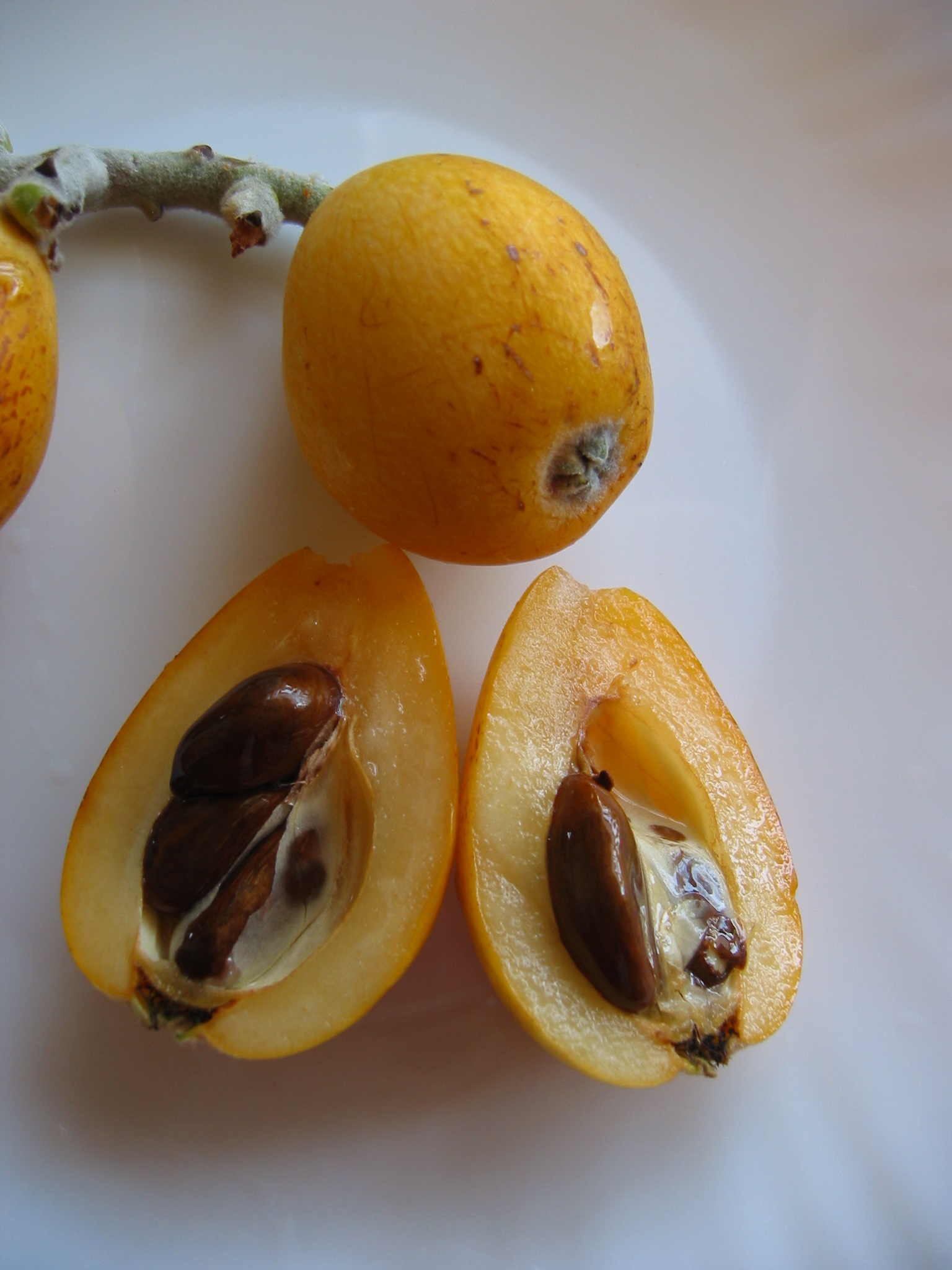
Aufgeschnittene Früchte; die Verwandtschaft mit dem Apfel ist deutlich zu erkennen

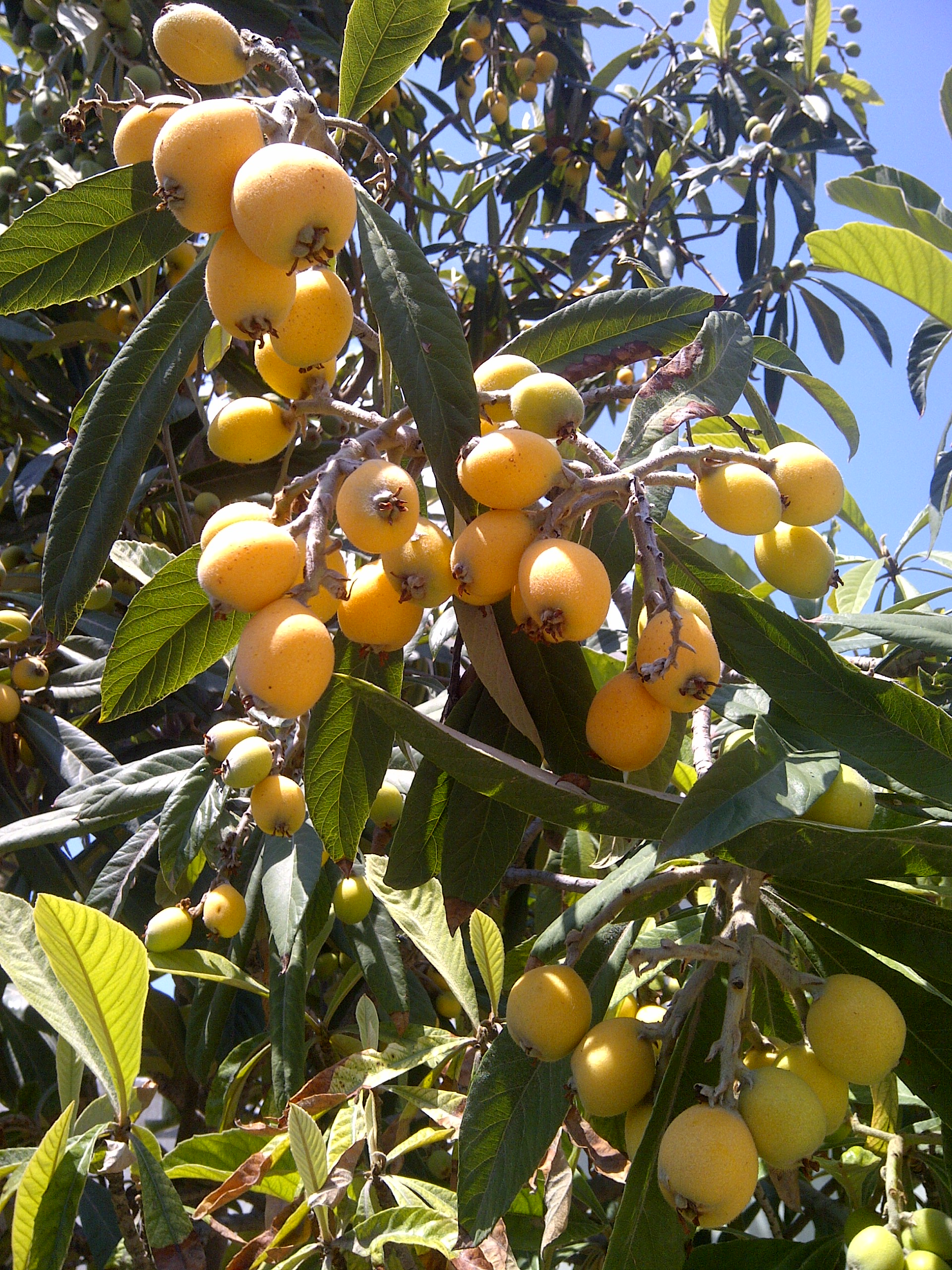
Reife Früchte am Baum

### Vegetative Merkmale
Die Japanische Wollmispel wächst als kleiner, immergrüner Baum und erreicht Wuchshöhen von etwa 7 bis 12 Metern. Die Rinde der Zweige ist gelblich-braun und dicht rostfarben oder gräulich-rostfarben wollig behaart.
Die wechselständig angeordneten Laubblätter sind in Blattstiel und Blattspreite gegliedert. Der relativ kurze, rostfarbig behaarte Blattstiel ist 6 bis 10 Millimeter lang. Die mehr oder weniger, vor allem unterseits, kurz weißfilzig behaarte bis kahle, einfache und ledrige Blattspreite ist bei einer Länge von 12 bis 30 Zentimetern sowie einer Breite von 3 bis 9 Zentimetern eiförmig oder lanzettlich bis verkehrt-eilanzettlich. Die Blattoberseite ist dunkelgrün und die -unterseite fahlgrün. Der Blattrand ist an der Basis ganz und vorne (entfernt) gesägt bis gekerbt oder gezähnt, die Spitze ist rundspitzig oder spitz bis zugespitzt. Die Nervatur ist, oft wechselnd, gefiedert und unterseits erhaben, mit einer unterseits dicken, leicht rostfarbig behaarten Mittelader. Die Nebenblätter sind 1 bis 1,5 Zentimeter lang.

### Generative Merkmale
Der endständige, vielblütige und rispige Blütenstand weist eine Länge von 10 bis 19 Zentimetern auf. Der rostig behaarte Blütenstiel ist 2 bis 8 Millimeter lang. Es sind kleine, rostfarben behaarte Deckblätter vorhanden.
Die zwittrige, fünfzählige radiärsymmetrische Blüte duftet und weist einen Durchmesser von 1,2 bis 2 Zentimeter auf. Die fünf, außen rostig und pelzig behaarten, eiförmigen Kelchblätter sind 2 bis 3 Millimeter lang und sind auch an den Früchten noch gut erkennbar. Die fünf weißen, kurz genagelten Kronblätter weisen eine Länge von 5 bis 9 Millimeter und eine Breite von 4 bis 6 Millimeter auf. Die Kronblätter sind innen am Grund teils haarig. Es sind 20 Staubblätter mit priemlichen Staubfäden vorhanden. Der unterständige, mehrkammerige Fruchtknoten mit einem haarigen Deckel, besteht aus fünf Fruchtblättern. Die fünf relativ kurzen Griffel sind frei und am Grund haarig, die Narben sind klein, kopfig und flach.
Die Blütezeit reicht von September bis Oktober.
Die rundlichen oder birnen- bis eiförmigen Apfelfrüchte (Scheinfrüchte) mit den eingebogenen Kelchresten an der Spitze, sind 3 bis 5 Zentimeter groß. Ihre dünne, ledrige und bei Reife gelbe bis orangefarbene Haut ist mehr oder weniger fein behaart. Das saftige „Fruchtfleisch“ ist gelblich bis orangefarben. Die Frucht enthält einen (vor allem bei Zuchtsorten), aber meist einige bis sehr selten zehn Samen. Die harten, glatten und dunkelbraunen Samen sind bei einer Länge von 1,5 bis 2,5 Zentimetern rundlich bis ellipsoid.

### Chromosomensatz
Die Chromosomengrundzahl beträgt x = 17; meist liegt Diploidie vor, aber es kommt auch Polyploidie vor mit Chromosomenzahlen 2n = 34, seltener 51 oder 68.

## Vorkommen
Vom Menschen unbeeinflusste Vorkommen der Japanischen Wollmispel sind nur von zwei Orten in Zentralchina bekannt: Nanchuan in der Stadt Chongqing sowie Yichang in der Provinz Hubei. Im Süden Japans könnten ebenfalls natürliche Vorkommen liegen, oder die Japanische Wollmispel wurde dort schon sehr früh von Menschen eingeführt. In ganz Südostasien wird sie verbreitet kultiviert.
Die Japanische Wollmispel wurde 1778 von Joseph Banks aus Japan nach England eingeführt und wird heute in vielen Ländern mit mediterranem oder subtropischem Klima angebaut. In Deutschland gedeiht sie in wintermilden Gegenden entlang des Rheins. Sie setzt hier auch recht regelmäßig Früchte an – etwa in Karlsruhe – zumindest sofern während der frühen Blütezeit eine Abdeckung gegen Norden gegeben ist.

## Nutzung
Die Japanische Wollmispel wurde anfänglich als Zierpflanze angepflanzt. Vermehrt wird sie jedoch auch wegen ihrer Früchte angebaut. Die Früchte sind in Mitteleuropa regelmäßig im April und Mai auf Märkten und in Obstgeschäften erhältlich. Meist werden sie als „Nisperos“, „Mispeln“, „Nespole“ oder „Nèfles japonais“ angeboten.
Loquats können roh oder gekocht, mit oder ohne Schale gegessen werden. Gedämpft sind sie besonders aromatisch. Sie werden vorwiegend in Fruchtsalaten, Kuchen oder als Gelee oder Marmelade verarbeitet. Ihre dünne, ledrige und gelbe bis orange Haut ist mehr oder weniger fein behaart und kann leicht abgezogen werden. Das Fruchtfleisch der Loquat ist gelblich bis orangefarben und je nach Sorte fest oder weich. Es ist saftig und erfrischend und hat einen süßsauren Geschmack. Unreif schmeckt die Frucht sehr sauer. Reife Früchte erkennt man an kleinen braunen Flecken auf der Schale. Sie sind kein Zeichen von Verderb.
Die Kerne werden gemahlen als Gewürz verwendet. Darüber hinaus kann man sie als Kaffeeersatz rösten. Aus den Samen lassen sich leicht Jungpflanzen ziehen.
Die Früchte der Japanischen Wollmispel enthalten viel Kalium und Carotinoide und haben eine harntreibende Wirkung. Als Sirup (Pei Pa Koa) wird es als Kräuterarznei der Traditionellen chinesischen Medizin gegen Pharyngitis, Husten und Heiserkeit eingesetzt.
Das in Frankfurt am Main verbreitete Getränk Mispelchen setzt sich aus Calvados und eingelegten Früchten der Japanischen Wollmispel zusammen.
Das Holz ist sehr hart, z. B. werden daraus Lineale hergestellt.

## Systematik
Die Erstveröffentlichung erfolgte 1780 unter dem Namen (Basionym) Mespilus japonica durch Carl Peter Thunberg in Nova Acta Regiae Societatis Scientiarum Upsaliensis, Series 2, Band 3, Seite 208 und damit der Gattung der Mispeln (Mespilus) zugeordnet. Die Neukombination zu Eriobotrya japonica (Thunb.) Lindl. wurde 1821 durch John Lindley in Transactions of the Linnean Society of London, Volume 13, Issue 1, Seite 102 veröffentlicht. Weitere Synonyme für Eriobotrya japonica (Thunb.) Lindl. sind: Crataegus bibas Lour., Photinia japonica (Thunb.) Benth. & Hook.f. ex Asch. & Schweinf.
Eriobotrya japonica gehört in die Gattung der Wollmispeln (Eriobotrya), die wie die Mispeln (Mespilus) und die Äpfel zu den Kernobstgewächsen (Pyrinae) innerhalb der Familie der Rosengewächse (Rosaceae) gezählt wird.